# IC 4768
IC 4768 је група звијезда у сазвјежђу Штит која се налази на листи објеката дубоког неба у Индекс каталогу.
Деклинација објекта је - 5° 31' 24" а ректасцензија 18h 41m 45,0s.